# Radionuklidový zářič
Radionuklidový zářič je zdroj ionizujícího záření obsahující radioaktivní látky, kde součet podílů aktivit radionuklidů a zprošťovacích úrovní aktivit pro tyto radionuklidy je větší než 1 a současně součet podílů hmotnostních aktivit radionuklidů a zprošťovacích úrovní hmotnostních aktivit pro tyto radionuklidy je větší než 1.
Podle vyhlášky č. 307/2002 Sb. Státního úřadu pro jadernou bezpečnost o radiační ochraně se radionuklidové zářiče dělí na uzavřené a otevřené.

## Uzavřený radionuklidový zářič
Uzavřeným radionuklidovým zářičem je podle § 2 vyhlášky č. 307/2002 Sb. Státního úřadu pro jadernou bezpečnost o radiační ochraně radionuklidový zářič, jehož úprava, například zapouzdřením nebo ochranným překryvem, zabezpečuje zkouškami ověřenou těsnost a vylučuje tak, za předvídatelných podmínek použití a opotřebování, únik radionuklidů ze zářiče. Uzavřené zářiče bývají konstruovány jako dutá, ocelová, hermeticky uzavřená válcová tělesa různých rozměrů obsahující některý radionuklid. Pro použití v radioterapii se vyráběly zářiče tvaru jehly obsahující radium 226Ra pro přímé zavedení do ozařované tkáně.
Uzavřené zářiče se používají jako zdroj ionizujícího záření například v lékařských ozařovačích při radioterapii, v defektoskopii, metrologii a v ionizačních kouřových detektorech (hlásiče požáru).

## Otevřený radionuklidový zářič
Za otevřený radionuklidový zářič se považuje takový zářič, který není ve smyslu vyhlášky uzavřeným zářičem. Otevřené zářiče se používají ve formě roztoků, suspenzí, aerosolů či plynů například v nukleární medicíně.